# Halostachys belangeriana
Halostachys belangeriana är en amarantväxtart som först beskrevs av Horace Bénédict Alfred Moquin-Tandon, och fick sitt nu gällande namn av Viktor Petrovitj Botjantsev. Halostachys belangeriana ingår i släktet Halostachys och familjen amarantväxter. Inga underarter finns listade i Catalogue of Life.